# Kleinbartloff
Kleinbartloff ist ein Ortsteil der Gemeinde Niederorschel im thüringischen Landkreis Eichsfeld.

## Geschichte
Kleinbartloff wurde 1253 erstmals in einer Urkunde des Grafen Heinrich von Gleichen erwähnt. Das Dorf ist ein sogenanntes Klosterdorf und entwickelte sich um das 1162 gegründete Zisterzienserkloster Reifenstein herum. Landesherr war der  Erzbischof von Mainz. Anfang des 16. Jahrhunderts war das Dorf eine Wüstung. 1803 wurde das Kloster Reifenstein aufgelöst, kam in preußischen Besitz und in eine Staatliche Domäne umgewandelt. Diese bestand bis 1945.
Während des Zweiten Weltkrieges mussten seit 1940 mehr als 100 Frauen und Männer aus Polen und der Ukraine bei Bauern in Kleinbartloff, Reifenstein und dem Rittergut Quetz Zwangsarbeit leisten. In Reifenstein gab es ein „Sonderlager“ für Zwangsarbeiter.
1945 bis 1949 kam der Ort zur sowjetischen Besatzungszone und war ab 1949 Teil der DDR.  Die Klosteranlage wurde 1949 von der Friedrich-Schiller-Universität Jena übernommen und eine Spezialklinik für Knochen- und Gelenktuberkulose eingerichtet. 1964 wurde die Spezialklinik Kreiskrankenhaus für den ehemaligen Kreis Worbis. Von 1961 bis zur Wende und Wiedervereinigung 1989/1990 wurde Kleinbartloff von der Sperrung der nahen innerdeutschen Grenze beeinträchtigt. Seit 1990 gehört der Ort zu Thüringen.
Die zuvor selbständige Gemeinde Kleinbartloff wurde am 1. Januar 2019 nach Niederorschel eingegliedert. Sie gehörte zur Verwaltungsgemeinschaft Eichsfelder Kessel. Die Gemeinde Kleinbartloff bestand aus dem Ort Kleinbartloff und dem Ortsteil Reifenstein sowie zwei Gehöften und fünf ehemaligen Mühlen.

### Einwohnerentwicklung
Entwicklung der Einwohnerzahl (31. Dezember):
| - 1994: 466 - 1995: 486 - 1996: 476 - 1997: 481 - 1998: 477 | - 1999: 496 - 2000: 502 - 2001: 498 - 2002: 494 - 2003: 494 | - 2004: 480 - 2005: 476 - 2006: 477 - 2007: 460 - 2008: 452 | - 2009: 438 - 2010: 431 - 2011: 417 - 2012: 399 - 2013: 409 | - 2014: 432 - 2015: 426 - 2016: 432 - 2017: 415 |

Datenquelle: Thüringer Landesamt für Statistik

## Wappen
Blasonierung: „Schild in Göpelteilung; vorn in Silber ein schwarzer Buchenzweig mit grünen Blättern, hinten in Grün ein silbernes Mühlrad, unten in Schwarz ein silbernes Torhaus beseitet von einer silbernen Mauer.“

## Politik

### Gemeinderat
Der   Gemeinderat Kleinbartloff setzte sich zuletzt aus sechs Gemeinderatsmitgliedern  zusammen.
- CDU:  4 Sitz
- Parteilose Bürger:  2 Sitze

(Stand:   Kommunalwahl   am 7. Juni 2009)
Kommunalwahl 2014:
- CDU: 6 Sitze[3]

### Bürgermeister
Der ehrenamtliche Bürgermeister Guido Gille (CDU) wurde am 5. Juni 2016 gewählt.

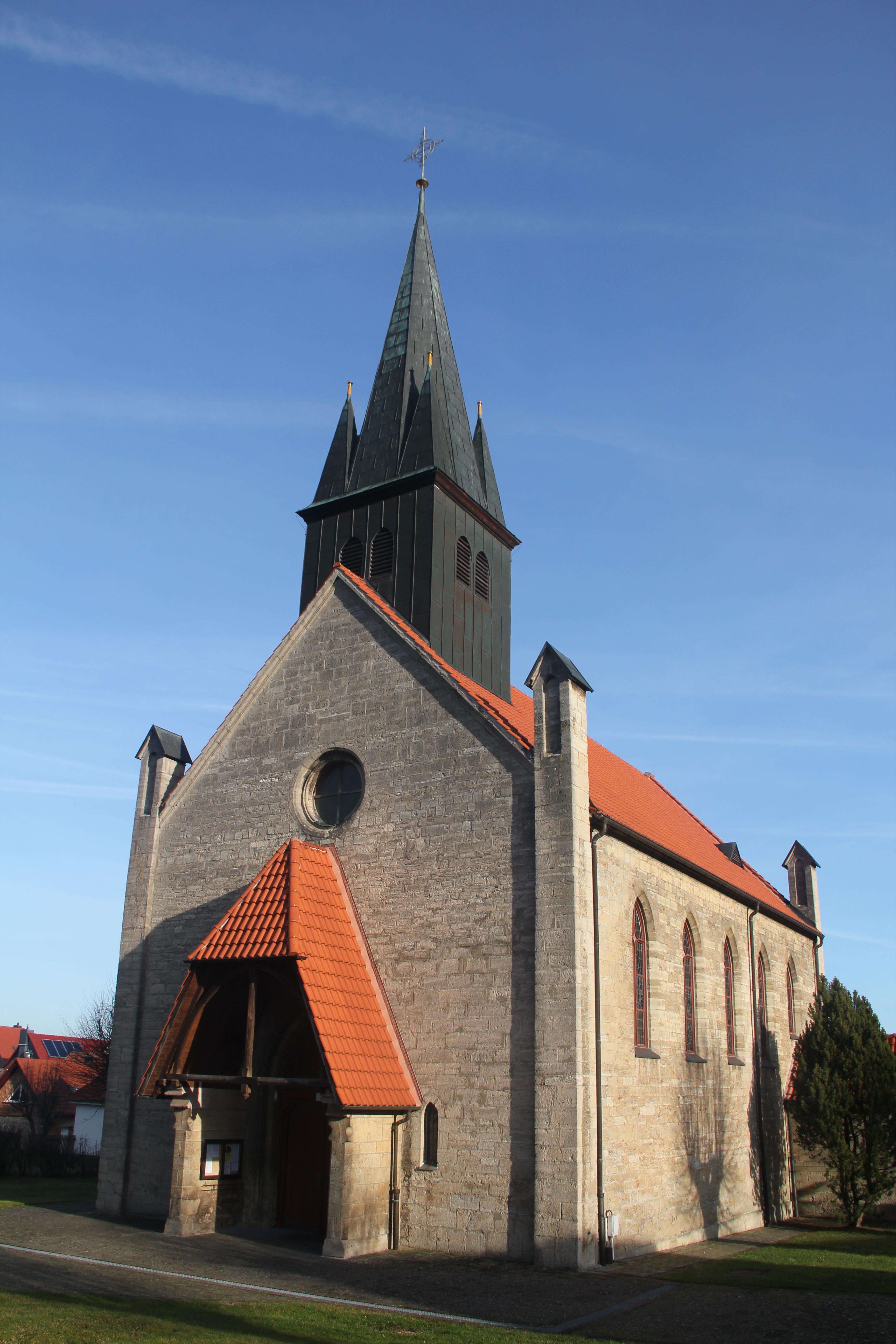
Kirche Mariä Himmelfahrt in Kleinbartloff

## Sehenswürdigkeiten
- Das Kloster Reifenstein ist das bedeutendstes Bauwerk der Gemeinde.
- Die Kirche St. Mariä Himmelfahrt wurde 1855 eingeweiht.

Im nördlichen Teil der Ortslage befinden sich entlang des Giesgrabens mehrere denkmalgeschützte Mühlen oder ehemals als Mühlen genutzte Fachwerkhäuser
- Das Wohnhaus Bäckermühle war eine Mahlmühle aus dem späten 16. Jahrhundert und wurde bis 1928 betrieben.
- Die Eckmühle (auch Winkelmühle) entstand 1786 und war bis 1949 in Betrieb.
- Die Eichmühle wurde im 17. Jahrhundert als Mahlmühle erbaut und konnte auch als Säge- und Ölmühle verwendet werden. Der Betrieb wurde 1929 eingestellt.
- Die Mönchmühle ist wahrscheinlich älteste Mühle des Dorfes und geht auf das Kloster Reifenstein zurück. Im Bauernkrieg zerstört wurde sie ab 1550 neu erbaut. Die Mahlmühle war bis 1929 in Betrieb. 1937 wurde sie als Ausbildungsstätte einer Gewerbeschule für landwirtschaftliche Tätigkeiten genutzt. Das Mühlrad dient heute zur Stromerzeugung.
- Die Rohrmühle fand erstmals im 17. Jahrhundert, als Zubehör des Gutes Beinrode  Erwähnung. Bis 1955 war die Mühle in Gang, seitdem wird das Anwesen landwirtschaftlich bewirtschaftet.
- Die Alte Burg oberhalb Kloster Reifenstein, eine auf einem Felssporn gelegene ehemalige Fliehburg.